# 南岳怀让
南嶽懷讓禪師（677年—744年），俗姓杜，金州安康（今陕西安康）人，唐代禅宗高僧，禪宗七祖，為六祖惠能門下，與青原行思形成兩大支派。唐敬宗时，追谥「大慧禅师」。

## 生平
懷讓禪師生於唐儀鳳二年〈677年〉。唐武則天天授二年（691年），在荆州玉泉寺弘景律师座下出家。經坦然禪師介紹，怀让禅师到嵩山拜謁慧安大师為師。經慧安大師的指導，懷讓禪師抵曹溪宝林寺晋谒禅宗六祖惠能大师，留在六祖身边侍奉十五年之久，後移居南嶽衡山觀音台。
唐玄宗天宝三年（744年）八月圆寂，世壽六十八，僧臘四十八。
道一為紀念先師，建立最勝輪塔。門下弟子將懷讓禪師的法語，編錄成<<南嶽大慧禪師語錄>>。

## 師承
- 六祖慧能

## 弟子
怀让弟子有道峻（又作嚴峻）、神照（又作慧照）、道一等人。藥山惟儼，潮州大顛，百丈懷海等大師，都是從神照出家的，但真正光大懷讓門下的，則是馬祖道一，道一於洪州弘傳懷讓的宗旨，當時稱為洪州宗。後人輯有《馬祖道一禪師語錄》又稱《大寂禪師語錄》，道一禪師建立了洪州宗。其後代弟子又創臨濟宗、溈仰宗兩大宗派。

## 外部連結
- 南岳怀让禅师（页面存档备份，存于）
- 南嶽懷讓禪師（页面存档备份，存于）